# Gəndov (Şabran)
Gəndov è un comune dell'Azerbaigian situato nel distretto di Şabran.